# Tim Kazurinsky

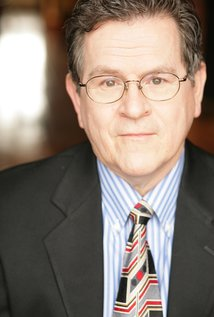
Tim Kazurinsky, 2014

Timothy J. Kazurinsky (* 3. März 1950 in Johnstown, Pennsylvania) ist ein US-amerikanischer Schauspieler.

## Karriere
Kazurinsky gehörte von 1981 bis 1984 zur Stammbesetzung der NBC-Show Saturday Night Live. Seine Standardrollen waren zumeist schüchterne und beschränkte Personen. Bekannt wurde Kazurinsky vor allem durch seine Darstellung des Polizisten Sweetchuck in der US-Filmreihe Police Academy.
Gastauftritte hatte Kazurinsky unter anderem in den Sitcoms Eine schrecklich nette Familie, Still Standing, Immer wieder Jim und Lass es, Larry!. Sein Schaffen umfasst mehr als 60 Produktionen.

## Filmographie (Auswahl)
- 1980: Ein tödlicher Traum (Somewhere in Time)
- 1981: Die verrückten Nachbarn (Neighbors)
- 1981–1984: Saturday Night Live (59 Folgen)
- 1985: Police Academy 2 – Jetzt geht’s erst richtig los (Police Academy 2: Their First Assignment)
- 1986: Police Academy 3 – … und keiner kann sie bremsen (Police Academy 3: Back in Training)
- 1987: Police Academy 4 – Und jetzt geht’s rund (Police Academy 4: Citizens on Patrol)
- 1988: Heiß auf Trab (Hot to Trot)
- 1991: Clowns – Ihr Lachen bringt den Tod (Shakes the Clown)
- 1991: Eine schrecklich nette Familie (Married… with Children) (Fernsehserie, 1 Episode)
- 1997: Plump Fiction
- 1998: Allein gegen die Zukunft (Early Edition) (Fernsehserie, 1 Episode)
- 1999: The Silencer
- 2000: Poor White Trash
- 2002: Lass es, Larry! (Curb Your Enthusiasm) (Fernsehserie, 2 Episoden)
- 2004: Immer wieder Jim (According to Jim) (Fernsehserie, 2 Episoden)
- 2004: Still Standing (Fernsehserie, 1 Episode)
- 2006: 8 of Diamonds
- 2010: Ca$h
- 2011: The Return of Joe Rich